# 朗賽德 (新澤西州)
朗賽德（英語：Lawnside）是位於美國新澤西州康登縣的自治市鎮。

## 人口
根據2020年美國人口普查的數據，朗賽德的面積為3.70平方千米，皆為陸地。當地共有人口2955人，而人口密度為每平方千米799人。